# Diego Arismendi
Diego Hugo Arismendi (Montevideo, Uruguay, 25 de enero de 1988) es un exfutbolista uruguayo. Jugaba como centrocampista o zaguero y su último club fue el Rampla Juniors de la Segunda División Profesional de Uruguay.
El 22 de julio de 2025 anunció su retiro como futbolista profesional.

## Selección nacional

### Selecciones juveniles
Participó en selecciones juveniles de Uruguay (Sudamericano sub-16 en Paraguay, Sudamericano Sub-20 de 2007 en Paraguay, Copa Mundial de Fútbol Sub-17 de 2005 y en la Copa Mundial de Fútbol Sub-20 de 2007).

#### Participaciones en Copas del Mundo
| Mundial             | Sede   | Resultado        | Part. | Goles |
| ------------------- | ------ | ---------------- | ----- | ----- |
| Mundial Sub-17 2005 | Perú   | Fase de grupos   | 3     | 0     |
| Mundial Sub-20 2007 | Canadá | Octavos de final | 4     | 0     |

### Selección absoluta
Debutó en la Selección mayor, bajo la dirección técnica de Óscar Washington Tabárez, el 28 de mayo de 2008 en un partido amistoso en Oslo, contra la selección de Noruega. 
Su debut en partidos oficiales fue por la 10.ª fecha de las Eliminatorias para el mundial de Sudáfrica 2010, en La Paz, con un empate 2-2 contra Selección de fútbol de Bolivia, el 14 de octubre de 2008.

#### Detalles de sus participaciones con la Selección nacional
|   | Rival          | Res. | Fecha    | Lugar                  | Motivo                                 | Entrenador               | Equipo   | Observaciones                             |
| - | -------------- | ---- | -------- | ---------------------- | -------------------------------------- | ------------------------ | -------- | ----------------------------------------- |
| 1 | Noruega        | 2-2  | 28/05/08 | Oslo, Noruega          | Amistoso                               | Óscar Washington Tabárez | Nacional | Ingresó a los 72' por Walter Gargano.     |
| 2 | Bolivia        | 2-2  | 14/10/08 | La Paz, Bolivia        | Eliminatoria C. del Mundo (10.ª fecha) | Óscar Washington Tabárez | Nacional |                                           |
| 3 | Arabia Saudita | 1-1  | 10/10/14 | Jeddah, Arabia Saudita | Amistoso                               | Óscar Washington Tabárez | Nacional | Ingresó a los 61' por Nicolás Lodeiro.    |
| 4 | Omán           | 3-0  | 13/10/14 | Buraimi, Omán          | Amistoso                               | Óscar Washington Tabárez | Nacional | Ingresó a los 64' por Egidio Arévalo Ríos |

#### Resumen de su participación en la selección nacional
Diego Arismendi participó en 2 partidos: 1 amistoso y 1 oficial: ambos terminaron empatados 2 a 2.
Fue titular en el partido oficial (contra Bolivia, en La Paz, por la Eliminatoria para Sudáfrica 2010) e ingresó por Walter Gargano en el partido amistoso.

## Estadísticas
Actualizado al último partido disputado el 12 de noviembre de 2023.
| Club                              | Div                 | Temporada           | Liga  | Liga  | Copas Nacionales | Copas Nacionales | Copas Internacionales | Copas Internacionales | Total | Total |
| Club                              | Div                 | Temporada           | Part. | Goles | Part.            | Goles            | Part.                 | Goles                 | Part. | Goles |
| --------------------------------- | ------------------- | ------------------- | ----- | ----- | ---------------- | ---------------- | --------------------- | --------------------- | ----- | ----- |
| Nacional · Uruguay                | 1.ª                 | 2006-07             | 10    | 0     | —                | —                | 0                     | 0                     | 10    | 0     |
| Nacional · Uruguay                | 1.ª                 | 2007-08             | 21    | 1     | —                | —                | 13                    | 1                     | 34    | 2     |
| Nacional · Uruguay                | 1.ª                 | 2008-09             | 24    | 1     | —                | —                | 10                    | 0                     | 34    | 2     |
| Nacional · Uruguay                | Total               | Total               | 55    | 2     | 0                | 0                | 23                    | 1                     | 78    | 4     |
| Stoke City Inglaterra             | 1.ª                 | 2009-10             | 0     | 0     | 2                | 0                | —                     | —                     | 2     | 0     |
| Stoke City Inglaterra             | Total               | Total               | 0     | 0     | 2                | 0                | 0                     | 0                     | 2     | 0     |
| Brighton & Hove Albion Inglaterra | 3.ª                 | 2009-10             | 6     | 0     | 0                | 0                | —                     | —                     | 6     | 0     |
| Brighton & Hove Albion Inglaterra | Total               | Total               | 6     | 0     | 0                | 0                | 0                     | 0                     | 6     | 0     |
| Barnsley Inglaterra               | 2.ª                 | 2010-11             | 31    | 1     | 1                | 0                | —                     | —                     | 32    | 1     |
| Barnsley Inglaterra               | Total               | Total               | 31    | 1     | 1                | 0                | 0                     | 0                     | 32    | 1     |
| Huddersfield Town Inglaterra      | 3.ª                 | 2011-12             | 9     | 0     | —                | —                | —                     | —                     | 9     | 0     |
| Huddersfield Town Inglaterra      | Total               | Total               | 9     | 0     | 0                | 0                | 0                     | 0                     | 9     | 0     |
| Stoke City Inglaterra             | 1.ª                 | 2011-12             | 0     | 0     | 0                | 0                | 4                     | 0                     | 4     | 0     |
| Stoke City Inglaterra             | Total               | Total               | 0     | 0     | 0                | 0                | 4                     | 0                     | 4     | 0     |
| Nacional · Uruguay                | 1.ª                 | 2012-13             | 11    | 1     | —                | —                | 5                     | 0                     | 16    | 1     |
| Nacional · Uruguay                | 1.ª                 | 2013-14             | 22    | 3     | —                | —                | 3                     | 0                     | 25    | 3     |
| Nacional · Uruguay                | 1.ª                 | 2014-15             | 23    | 5     | —                | —                | 2                     | 0                     | 25    | 5     |
| Nacional · Uruguay                | Total               | Total               | 56    | 9     | 0                | 0                | 10                    | 0                     | 66    | 9     |
| Al-Shabab Arabia Saudita          | 1.ª                 | 2015-16             | 26    | 2     | 4                | 0                | 0                     | 0                     | 30    | 2     |
| Al-Shabab Arabia Saudita          | Total               | Total               | 26    | 2     | 4                | 0                | 0                     | 0                     | 30    | 2     |
| Nacional · Uruguay                | 1.ª                 | 2016                | 11    | 0     | 0                | 0                | 0                     | 0                     | 11    | 0     |
| Nacional · Uruguay                | 1.ª                 | 2017                | 31    | 2     | 0                | 0                | 5                     | 0                     | 36    | 2     |
| Nacional · Uruguay                | 1.ª                 | 2018                | 9     | 1     | 1                | 0                | 9                     | 0                     | 19    | 1     |
| Nacional · Uruguay                | Total               | Total               | 51    | 3     | 1                | 0                | 14                    | 0                     | 66    | 3     |
| Nacional · Uruguay                | Total Nacional      | Total Nacional      | 162   | 14    | 1                | 0                | 47                    | 1                     | 210   | 15    |
| Rosario Central Argentina         | 1.ª                 | 2018-19             | 4     | 0     | 2                | 0                | —                     | —                     | 6     | 0     |
| Rosario Central Argentina         | Total               | Total               | 4     | 0     | 2                | 0                | 0                     | 0                     | 6     | 0     |
| Racing · Uruguay                  | 1.ª                 | 2019                | 33    | 2     | —                | —                | —                     | —                     | 33    | 2     |
| Racing · Uruguay                  | Total               | Total               | 33    | 2     | 0                | 0                | 0                     | 0                     | 33    | 2     |
| Montevideo City Torque · Uruguay  | 1.ª                 | 2020                | 25    | 0     | —                | —                | —                     | —                     | 25    | 0     |
| Montevideo City Torque · Uruguay  | 1.ª                 | 2021                | 22    | 2     | —                | —                | 8                     | 0                     | 30    | 2     |
| Montevideo City Torque · Uruguay  | 1.ª                 | 2022                | 32    | 2     | —                | —                | 2                     | 0                     | 34    | 2     |
| Montevideo City Torque · Uruguay  | Total               | Total               | 79    | 4     | 0                | 0                | 10                    | 0                     | 89    | 4     |
| Sud América · Uruguay             | 2.ª                 | 2023                | 13    | 0     | —                | —                | —                     | —                     | 13    | 0     |
| Sud América · Uruguay             | Total               | Total               | 13    | 0     | 0                | 0                | 0                     | 0                     | 13    | 0     |
| Fénix · Uruguay                   | 1.ª                 | 2023                | 9     | 0     | 0                | 0                | —                     | —                     | 9     | 0     |
| Fénix · Uruguay                   | Total               | Total               | 9     | 0     | 0                | 0                | 0                     | 0                     | 9     | 0     |
| Terremoto · Uruguay               | 3.ª                 | 2024                | 5     | 0     | 0                | 0                | —                     | —                     | 5     | 0     |
| Terremoto · Uruguay               | Total               | Total               | 0     | 0     | 0                | 0                | 0                     | 0                     | 0     | 0     |
| Rampla Juniors · Uruguay          | 1.ª                 | 2024                | 0     | 0     | 0                | 0                | —                     | —                     | 0     | 0     |
| Rampla Juniors · Uruguay          | Total               | Total               | 0     | 0     | 0                | 0                | 0                     | 0                     | 0     | 0     |
| Total en su carrera               | Total en su carrera | Total en su carrera | 377   | 23    | 10               | 0                | 61                    | 0                     | 448   | 23    |

## Palmarés

### Campeonatos nacionales
| Título              | Club            | País      | Año     |
| ------------------- | --------------- | --------- | ------- |
| Campeonato Uruguayo | Nacional        | Uruguay   | 2008-09 |
| Campeonato Uruguayo | Nacional        | Uruguay   | 2014-15 |
| Campeonato Uruguayo | Nacional        | Uruguay   | 2016    |
| Torneo Intermedio   | Nacional        | Uruguay   | 2017    |
| Torneo Intermedio   | Nacional        | Uruguay   | 2018    |
| Copa Argentina      | Rosario Central | Argentina | 2017-18 |